# Češvinica
Češvinica (Česvinica) je nenaseljeni otočić u otočju Lastovci, istočno od Lastova. Otok je od Lastova udaljen oko 2020 metara, a najbliži otok mu je Stomorina, oko 140 m prema jugoistoku.
Površina otoka je 619.091 m2, (što ga čini najvećim otokom u otočju) duljina obalne crte 4,706 km, a visina 52 metra.